# Marie N
Marie N, artiestennaam van Marija Naumova (Riga, 23 juni 1973) is een Lets zangeres. Zij won het Eurovisiesongfestival in 2002 met haar nummer I Wanna.
Hoewel ze van Russische afkomst was, deed ze mee voor haar thuisland Letland. Tijdens haar optreden deed ze de omkleed-act: een transformatie van man in smoking tot vrouw met lange rode avondjurk. Ze was tevens componiste en mede-tekstschrijfster van haar Eurovisielied I Wanna.
Marie N werd door in Letland zeer bekende muzikanten ontdekt in 1994 en na een jaar begon ze deel te nemen aan talentenjachten. Ze won nooit maar trok wel telkens weer de aandacht van het publiek.
Ze trad op ter gelegenheid van de honderdste verjaardag van George Gershwin. In maart 1998 zong ze in concerten met bekende Letse muzikanten en een van deze concerten werd op cd uitgebracht. Dat gaf haar carrière een impuls en ze kon nu deelnemen aan live shows en programma's op radio en televisie.
Marija Naumova's eerste soloalbum werd uitgebracht in 1999. Dit album werd helemaal in het Russisch gezongen. In 2000 deed Letland voor het eerst mee aan het Eurovisiesongfestival. Marija was tweede in de nationale finale na Brainstorm. In 2001 werd ze door het publiek weliswaar gekozen om Letland te vertegenwoordigen met "Hey boy follow me", maar de vakjury dacht er anders over. En zo moest ze dus nog een jaar wachten tot het nummer "I wanna" haar en Letland de overwinning bracht.
In november van datzelfde jaar bracht ze een nieuw album uit in twee talen: één in het Engels, het andere in het Frans. Ze presenteerde haar nieuwe albums aan het publiek door middel van een tournee door Letland.
Haar Songfestivalnummer I wanna geldt als een van de minst succesvolle winnaars uit de geschiedenis van het liedjescircus. In een groot aantal Europese landen werd het nummer nooit uitgebracht. Zelfs in Letland verdween het na drie weken uit de top-20.
Marija Naumova presenteerde het Eurovisiesongfestival 2003 samen met BrainStorm-zanger Renars Kaupers.